# Oskar Barnack
Oskar Barnack, nemški optični inženir, finomehanik, industrijski inženir, metrolog,  in izumitelj, * 1. november 1879, Lynow, Nuthe-Urstromtal, Nemško cesarstvo (sedaj Nemčija), † 16. januar 1936, Bad Nauheim, Nemčija.
Barnack velja za očeta 35 mm fotografije.

## Življenje in delo
Leta 1911 je bil vodja raziskovanj mikroskopov za Ernsta Leitza v Wetzlarju. Bil je navdušen fotograf, vendar je tedanjo težko opremo zaradi slabega zdravja težko prenašal. Leta 1912 je skonstruiral filmski fotoaparat formata 35 mm.
Med letoma 1913 in 1914 je bil vodja razvoja pri fotografskem podjetju Leitz v Wetzlarju. Bil je gonilna sila pri izdelavi prvega masovno izdelanega fotoaparata formata 35 mm. Bolehal je za astmo, zato se je zavzemal za zmanjševanje velikosti in mase fotoaparatov ter opreme pri fotografiji na prostem. Njegova konstrukcija formata 35 mm je pomagala uveljavitvi načina osvetljevanja majhnega dela filma za negativ, ki se nato v temnici poveča v sliko.
Začetek 1. svetovne vojne je prekinil začetek izdelave prve Leice do leta 1924. V javno prodajo so jo dali šele leta 1925, ko je njen šef, optik Leitz bolj na svojo roko začel s proizvodno prvih 1000 kosov.
Leica pomeni Leitz Camera - Leitzev fotoaparat. Namesto plošč v predhodnih fotoaparatih podjetja Leitz, je Leica uporabljala standardni fimlski trak, prevzet iz Edisonovega filma v roli formata 35 mm.
V njegovem rojstnem mestu je muzej Oskarja Barnacka. Barnackov pes Hektor je posodil ime več vrsta Leicinih objektivov.